# Alexandr Griščuk
Alexandr Igorevič Griščuk (* 31. října 1983) je ruský šachový velmistr. V prosinci 2014 měl 2810 FIDE ELO, což ho řadilo na třetí místo světového žebříčku.
Mezinárodním mistrem se stal ve 14 letech, velmistrem v 16 letech.

## Zápasy o mistra světa
V roce 2000 se zúčastnil vyřazovacích bojů o mistra světa FIDE v Dillí, kde ve čtvrtfinále porazil 2,5:1,5 Jevgenije Barejeva a probojoval se tak až do semifinále, v němž podlehl 1,5:2,5 Alexeji Širovovi.
V roce 2004 přijal účast v turnaji o mistra světa FIDE v Tripolisu, kde skončil ve čtvrtfinále poražen 1:3 od tehdejšího vítěze Rustama Kasimdžanova.
V roce 2007 se zúčastnil turnaje kandidátů, v něm zvítězil nad Vladimírem Malachovem (+2-0=3) a poté po boji v prodloužení nad Sergejem Rublevským (+1-1=4, +2-0=1 rapid) a tím se kvalifikoval do turnaje osmi nejlepších, který proběhl v Mexico City téhož roku.

## Styl hry
Griščuk je znám jako kombinačně laděný hráč. V letech 2012 a 2015 byl mistrem světa v bleskové hře.

## Zajímavosti
Je ženatý s ukrajinskou velmistryní Natálií Žukovovou.

## Výpis úspěchů
- 2010: 2. Linares
- 2009: 1. Linares
- 2007: účast na turnaji o mistra světa FIDE top osmi hráčů v Mexico City
- 2005: 4.-7. Wijk aan Zee
- 2004: 2. v superfinále 57. šampionátu Ruska (1. G.Kasparov)
- 2004: čtvrtfinále mistrovství světa FIDE v Tripolis
- 2002: 2. Wijk aan Zee
- 2001: 2.-6. Linares
- 2000: 7,5 bodů z 10. na šachové olympiádě v Istanbulu (za Rusko)
- 2000: semifinále mistrovství světa FIDE v Dillí
- 2000: 1.-2. Tórshavn
- 1999: 1. Petrohrad Memoriál Čigorina